# Дорен (Нордгайде)
Дорен (нім. Dohren) — громада в Німеччині, розташована в землі Нижня Саксонія. Входить до складу району Гарбург. Складова частина об'єднання громад Тоштедт.
Площа — 11,25 км2. Населення становить 1248 ос. (станом на 31 грудня 2021).